# 4415 Echnaton
4415 Echnaton è un asteroide della fascia principale. Scoperto nel 1960, presenta un'orbita caratterizzata da un semiasse maggiore pari a 2,3376307 UA e da un'eccentricità di 0,0655409, inclinata di 2,01730° rispetto all'eclittica.